# Южноамериканская дредноутная гонка

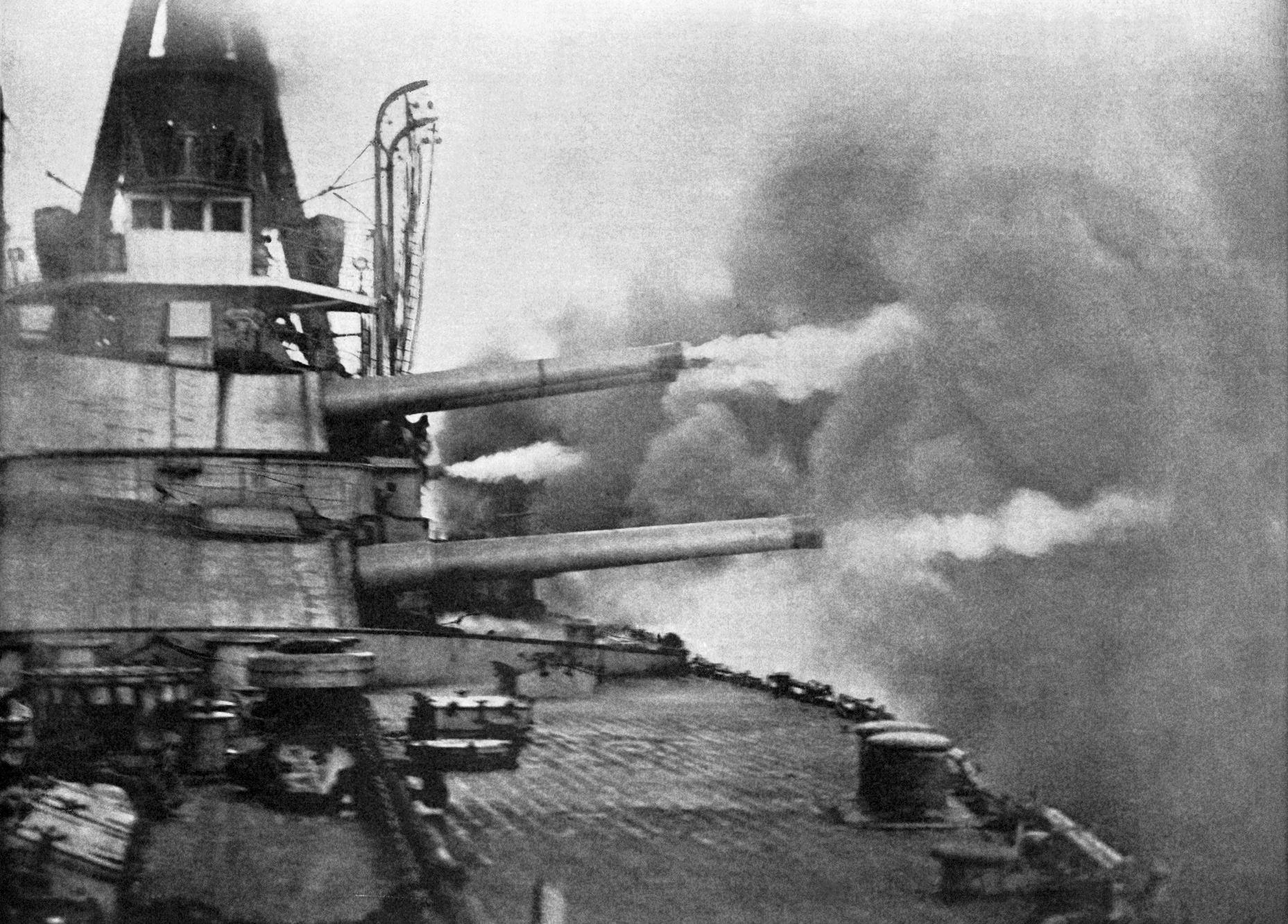
Бортовой залп бразильского дредноута «Минас Жерайс» во время испытаний орудий главного калибра, около 1909 года. Постройка этого корабля спровоцировала начало южноамериканской «дредноутной гонки»

Южноамериканская дредноутная гонка — гонка вооружений между Аргентиной, Бразилией и Чили, начавшаяся в 1907 году. Поводом к обострению военно-морского соперничества стал заказ Бразилией в Великобритании трёх дредноутов, которые на тот момент представляли собой новейший класс крупных надводных кораблей и обладали наибольшей огневой мощью. 
Ранее, аргентино-чилийская гонка вооружений (1887—1902 годы), совпавшая с падением бразильской монархии и общей нестабильностью в стране, поставила бразильский флот в положение, в котором он уступал соперникам и качественно, и по тоннажу. В 1904 году бразильские политики впервые поставили вопрос об усилении национального флота, преследуя общую цель вывести Бразилию в число мировых держав. В конце 1905 года были заказаны три броненосца, однако заказ был отменён в 1906 году, вскоре после того, как Великобритания построила ставший революционным «Дредноут». Вместо броненосцев на английских стапелях были заложены корпуса двух бразильских дредноутов типа «Минас Жерайс» с расчётом на постройку в будущем ещё одного.
Аргентина и Чили досрочно прекратили действие соглашения об ограничении морских вооружений, заключённого в 1902 году, и заказали по два корабля собственных типов: тип «Ривадавия» для Аргентины строили в США, чилийский тип «Альмиранте Латорре» — в Британии. Тем временем строительство третьего бразильского дредноута — «Рио-де-Жанейро» — было отменено в пользу ещё более мощного корабля. Проект последнего несколько раз пересматривался в ходе постройки, но уже после окончательного утверждения проекта в бразильском правительстве поняли, что новый корабль будет уступать появившимся к тому времени супердредноутам. Недостроенный «Рио-де-Жанейро» был выставлен на торги и вскоре продан Османской империи. Вместо него планировали построить на верфи Армстронга супердредноут «Риачуэло», однако начавшаяся вскоре Первая мировая война помешала осуществить этот план: британские судостроители прекратили работы по иностранным заказам, сосредоточив усилия на нуждах Королевского флота. Оба чилийских дредноута были выкуплены Великобританией и вошли в состав её военного флота. Два аргентинских корабля, строившиеся в нейтральных Соединённых Штатах, были переданы заказчику в 1915 году.
Первая мировая война положила конец южноамериканской дредноутной гонке. Многочисленные послевоенные планы модернизации флотов трёх стран порой предполагали покупку дредноутов, однако ни один из таких планов не был осуществлён. Единственным исключением стала покупка Чили одного из тех двух линкоров, которые строились до войны в Великобритании по чилийскому заказу, а во время войны служили в британском Королевском флоте. Таким образом, «Альмиранте Латорре» стал единственным дредноутом, пополнившим флоты южноамериканских стран после Первой мировой войны.

## Историческая справка

### Аргентино-чилийский территориальный спор
Начиная с 40-х годов XIX века аргентино-чилийские отношения омрачались спором из-за Патагонии — обширной территории, расположенной на южной оконечности материка. В 1872 и 1878 годах обстановка несколько раз накалялась после того, как чилийские власти задерживали суда, имевшие аргентинскую лицензию на право действовать в водах Патагонии. В ответ Аргентина захватила в 1877 году американское судно, имевшее чилийскую лицензию. В ноябре 1878 года этот случай чуть было не привёл к войне, когда Аргентина ввела на Рио-Санта-Крус эскадру военных кораблей. Чилийцы ответили тем же, однако войны удалось избежать благодаря спешно подписанному межправительственному соглашению. Несколько следующих лет оба государства были заняты другими проблемами: Аргентина завоёвывала пустыню, а Чили воевало с Перу и Боливией за месторождения селитры. Тем не менее, к началу 1890-х Аргентина и Чили снова оказались втянуты в гонку морских вооружений.

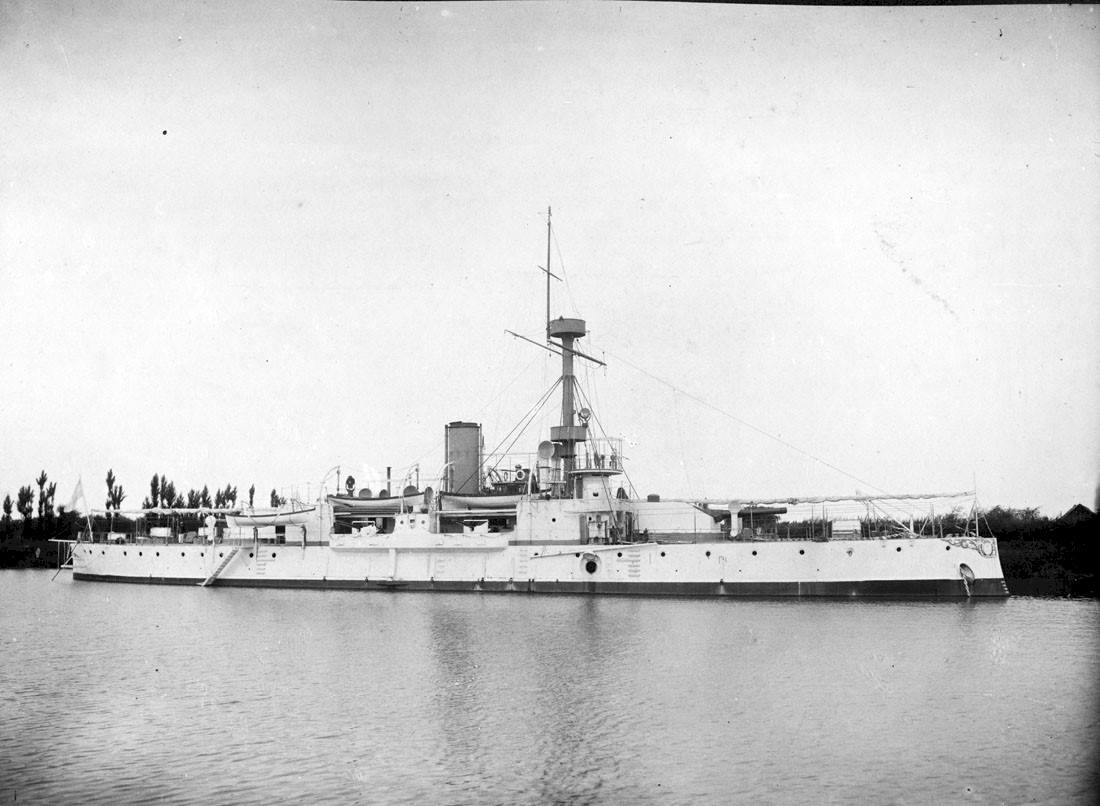
Аргентинский броненосец «Либертад», 1893 год

Обе страны разместили заказы на британских верфях. В 1887 году чилийское правительство выделило 3 129 500 фунтов для флота, ядро которого в то время состояло из устаревших казематных броненосцев «Альмиранте Кохрейн» и «Бланко Энкалада», построенных в 1870-е годы. Чилийцы намеревались построить броненосец «Капитан Прат», два бронепалубных крейсера и две миноноски; кили всех кораблей заложили в 1890 году. Аргентина незамедлительно ответила на чилийский вызов, заказав постройку броненосцев «Индепенденсия» и «Либертад». Гонка не ослабевала в течение всего десятилетия — ей не помешала даже разорительная гражданская война в Чили. С 1890 по 1895 год обе соперницы продолжили заказывать новые крейсера. В 1895 году Аргентина подстегнула гонку, купив в Италии броненосный крейсер «Гарибальди». Чили ответило заказом броненосного крейсера «О’Хиггинс» и шести миноносок; Аргентина заказала в Италии ещё один крейсер, а позднее — ещё два.
В 1899 году страны успешно разрешили пограничный спор о Пуна-де-Атакама и временно умерили военно-морское соперничество, однако уже в 1901 году продолжили наращивать силы. Аргентина заказала в Италии два броненосных крейсера типа «Ривадавия», в ответ Чили заказала в Великобритании два броненосца типа «Конститусьон». В мае 1901 года аргентинцы подписали с итальянской фирмой «Ансальдо» договор о намерении приобрести два броненосца. Сложившаяся ситуация вызвала обеспокоенность британского правительства, так как назревавшая война угрожала обширным коммерческим интересам Британии в регионе. Вскоре британские представители начали переговоры с обеими сторонами конфликта. 28 мая 1902 года были подписаны Майские пакты, предусматривавшие ограничение гонки морских вооружений: обе страны обязывались не заказывать в течение пяти лет новые корабли, не уведомив об этом другую страну за восемь месяцев. Королевский флот Великобритании приобрёл два чилийских броненосца, а японский флот — два аргентинских броненосных крейсера; строительство аргентинских броненосцев было отменено. Аргентинские броненосные крейсера «Гарибальди» и «Пуэйрредон», а также чилийский броненосец «Капитан Прат» были демилитаризованы: с кораблей сняли артиллерию.

### Упадок и возрождение бразильского флота
Революция 1889 года, свергнувшая императора Педру II, и восстание флота в 1893—1894 годах привели к упадку военно-морских сил Бразилии. В то же время флоты Аргентины и Чили, ограниченные заключёнными соглашениями, по-прежнему значительно превосходили бразильский флот как качественно, так и количественно, несмотря на то, что население Бразилии было в три раза больше населения Аргентины и почти в пять раз — Чили. Бразильский флот был укомплектован людьми лишь на 45 % от штата, принятого в 1896 году, а самыми современными его бронированными кораблями были два небольших корабля береговой обороны, построенные в 1898 году.
Растущий спрос на кофе и каучуковая лихорадка начала 1900-х способствовали хорошему пополнению бразильского бюджета. Одновременно с этим часть богатых бразильцев пожелала добиться для страны мирового статуса могущественной державы. Подобное положение было бы немыслимо без наличия у страны сильного флота. В конце 1904 года Национальный конгресс Бразилии принял большую программу закупки кораблей, однако прошло ещё два года прежде, чем хотя бы один из них был заложен.
Политики разделились на две фракции: сторонники одной желали построить небольшой флот из крупных кораблей (их поддерживала британская фирма Armstrong Whitworth), сторонники другой — большой флот из небольших кораблей. Поначалу вторая фракция доминировала. 30 декабря 1905 года был принят закон № 1452, согласно которому на строительство кораблей выделялись 4 214 550 фунтов, из которых 1 685 820 — в 1906 году. Последовал заказ трёх небольших броненосцев, трёх броненосных крейсеров, шести эсминцев, двенадцати миноносцев, трёх подводных лодок и двух речных мониторов. Несмотря на отмену постройки броненосных крейсеров в целях экономии, 23 июля 1906 года морской министр заказал фирме Armstrong Whitworth постройку трёх броненосцев.
Британский посол в Бразилии был против увеличения флота даже при условии постройки его в Британии, поскольку считал, что это весьма расточительное дело приведёт к обострению ситуации в регионе и ухудшит аргентино-бразильские отношения. Американский посол также был обеспокоен ситуацией и направил в Государственный департамент США каблограмму, в которой предупредил о возможной дестабилизации обстановки и начале полномасштабной гонки морских вооружений. Президент США Теодор Рузвельт попытался дипломатическими средствами принудить Бразилию к отмене планов по увеличению флота, однако потерпел неудачу. Влиятельный барон Рио-Бланко отметил, что принятие предложений американцев было бы равносильно признанию Бразилии столь же слабой, как и Куба, новейшая конституция которой допускала вмешательство Соединённых Штатов. Новый президент Бразилии, Афонсу Пена, поддержал планы по увеличению флота и заявил об этом в послании Национальному конгрессу в ноябре 1906 года. По его мнению, новые корабли должны были восполнить недавние потери флота, равно как и заменить устаревшие.

## Начало гонки: Бразилия закладывает дредноуты
10 февраля 1906 года на британской королевской верфи в Портсмуте спустили на воду «Дредноут». Этот мощный корабль, построенный в рекордный срок, одним своим появлением сделал все броненосцы мира устаревшими. Бразильцы, узнав о «Дредноуте», отменили заказ на постройку броненосцев, которые к тому времени уже были заложены, и пересмотрели план строительства. Согласно новому плану бразильский флот должны были пополнить три дредноута (строительство третьего корабля должно было начаться после спуска первого), три крейсера-скаута (позднее заказ сократили до двух — тип «Баия»), пятнадцать эскадренных миноносцев (сократили до десяти — тип «Пара»), три подводных лодки (тип F 1) и две плавбазы подводных лодок (построена только одна — «Сеара»). Обновлённый план получил широкую поддержку в прессе и политических кругах; Сенат принял его почти единогласно. Морское министерство, которое в то время возглавлял сторонник больших кораблей Александрино Фариу де Аленсар, отнеслось к изменениям столь же благосклонно. Кроме того, стоимость новой морской программы не выходила за рамки утверждённого бюджета, поскольку увеличение тоннажа компенсировалось отказом от постройки броненосных крейсеров и уменьшением количества эсминцев. Заложенные ранее броненосцы начали разбирать на стапеле 7 января 1907 года, а проект трёх дредноутов был утверждён 20 февраля. Уже в марте газеты сообщили о заказе кораблей, однако на деле заказ на три дредноута и два крейсера был размещён в августе 1907 года. Оплата строительства проводилась через банковский дом Ротшильдов, ради собственных коммерческих интересов выступавший активным лоббистом постройки дредноутов.

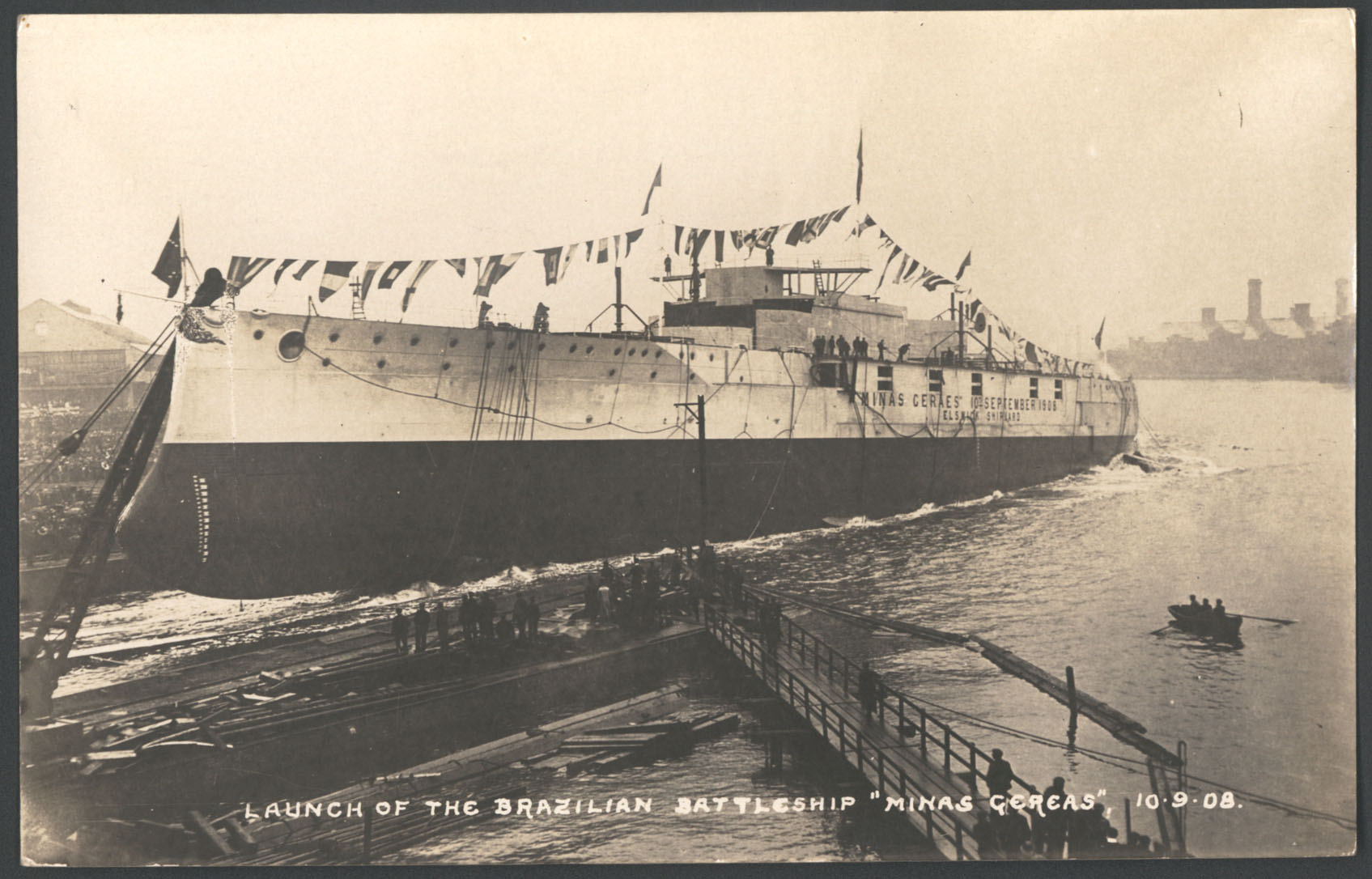
«Минас Жерайс» спускают на воду. На тот момент водоизмещение корабля составляло 9100 тонн

Заказ Бразилией кораблей, о которых современники говорили как о «самых мощных в мире», совпал с аналогичными заказами, сделанными другими государствами. Бразилия стала третьей страной, заложившей дредноуты. Первой была Великобритания, построившая «Дредноут» и заложившая корабли типа «Беллерофон», второй — США, строившие дредноуты типа «Саут Кэролайна». Для Бразилии это означало, что она опередила такие морские державы, как Франция, Германская империя, Российская империя и Япония. Дредноуты быстро обрели престижный статус — заказ и постройка таких кораблей повышали международный престиж государства.
Газеты и журналы всего мира писали о том, что Бразилия, не игравшая ранее заметной геополитической роли, — всего лишь посредник, который продаст построенные корабли другому государству. Многие американские, английские и немецкие публикации утверждали, что корабли будут выкуплены Великобританией, Японией, Германской империей или США.
По другую сторону океана Великобритания и Германская империя уже были вовлечены в полномасштабную гонку военно-морских вооружений. Члены британской Палаты общин были обеспокоены тем, кому достанутся бразильские дредноуты, хотя Адмиралтейство уверяло, что не верит в продажу кораблей. В середине июля и сентябре 1908 года Палата общин рассматривала возможность выкупить корабли и ввести их в состав Королевского флота, тем самым воспрепятствовав их возможной продаже третьей стране, что могло бы нарушить план по поддержанию «двухдержавного стандарта». Палату общин не успокоили заявления Бразилии, дважды — в марте и конце июля — категорически отрицавшей будущую продажу кораблей. В марте 1909 года первый лорд Адмиралтейства Джон МакКенна заявил, что Германия увеличила свою морскую программу и к 1911 году построит тринадцать дредноутов — на четыре больше запланированных ранее. Это заявление вызвало в прессе и парламенте призыв строить ещё больше дредноутов. Вопрос о покупке бразильских кораблей вновь встал на повестку дня, однако МакКенна официально заявил, что Адмиралтейство не планирует покупать их. Кроме того, Первый лорд отметил, что продажа дредноутов третьей стране не будет иметь особого значения, так как «имеющееся у нас в 1909—1910 годах превосходство в силах столь велико, что не вызывает опасений у членов Комитета Адмиралтейства». МакКенна также отметил, что по некоторым характеристикам бразильские корабли уступают «Дредноуту»: в частности, это относится к толщине брони и защищённости машинной установки.

## Ответные действия

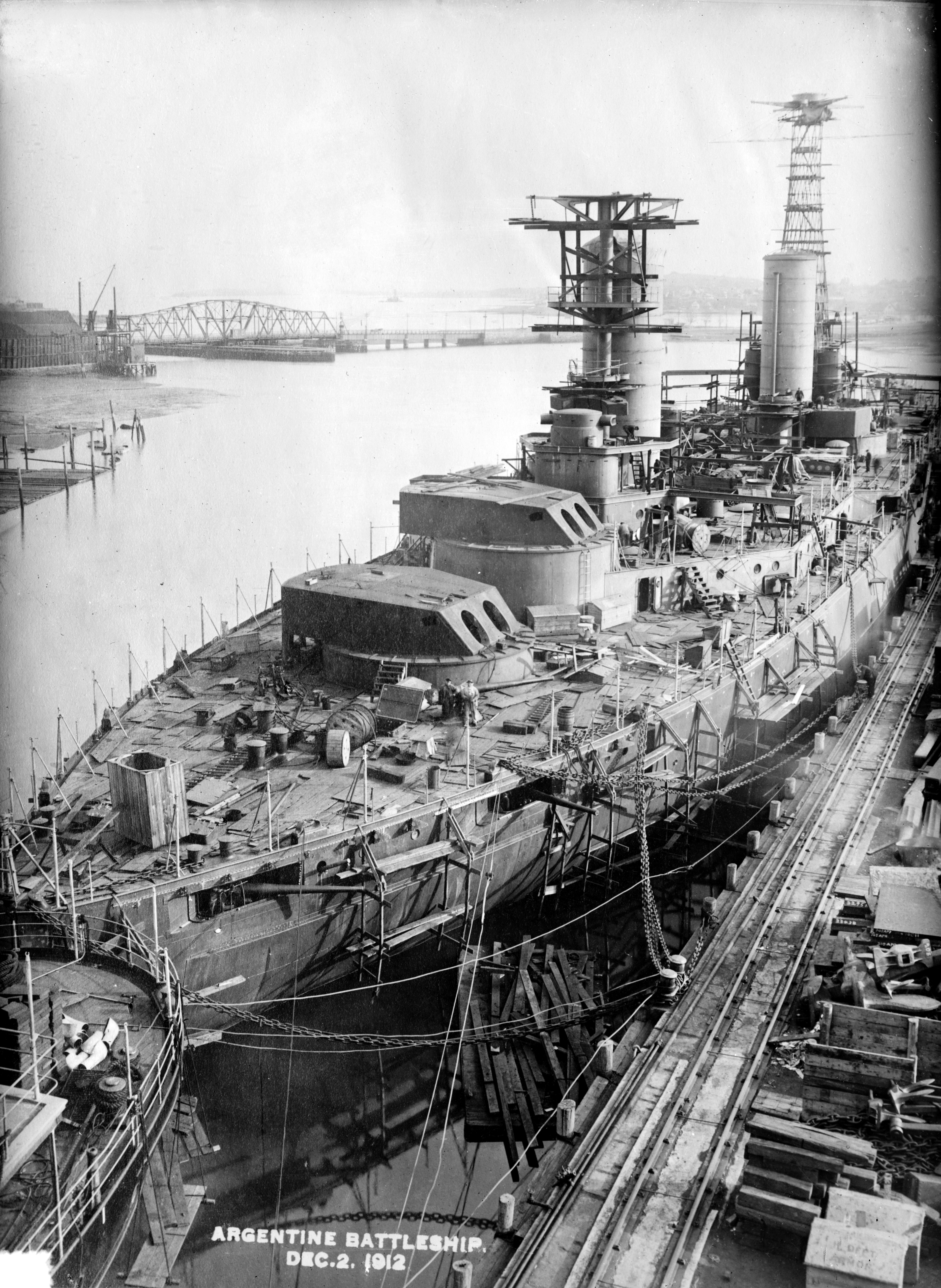
Аргентинские «Ривадавия» (на иллюстрации) и «Морено» строились в США, став единственными дредноутами, построенными северо-американскими верфями для иностранных государств

### Аргентина
Бразильская морская программа встревожила правительства Аргентины и Чили: обе страны досрочно вышли из соглашения 1902 года. В ноябре 1906 года аргентинский министр иностранных дел Мануэль Аугусто Монтес де Ока заявил, что любой из новых бразильских кораблей способен потопить весь аргентинский или чилийский флот. Столичная газета La Prensa повторила это заявление. Несмотря на кажущееся преувеличение, это заявление — сделанное, впрочем, ещё до отмены заказа броненосцев в пользу дредноутов — было отчасти правдой: по крайней мере в 1910 году бразильские дредноуты были сильнее любого корабля в мире, не говоря уже о тех, что служили во флотах Аргентины и Чили. Сменивший де Оку на посту министра Эстанислао Себальос также был обеспокоен ростом могущества бразильского флота. В июне 1908 года министр представил Конгрессу Аргентины план, согласно которому Бразилии предлагалось передать один из недостроенных дредноутов Аргентине. Это позволило бы уравнять силы флотов обеих стран. В случае отказа Аргентина должна была вручить ультиматум: невыполнение требования в течение восьми дней приведёт к началу вторжения аргентинской армии в Рио-де-Жанейро. К несчастью для Себальоса, его план просочился в прессу и вызвал скандал, приведший к отставке министра.
Аргентинское правительство также было обеспокоено судьбой внешней торговли: блокада бразильскими кораблями устья Ла-Платы нанесла бы значительный ущерб экономике страны.
И Аргентина, и Чили испытывали трудности с финансированием постройки дредноутов. Несмотря на то, что правившая в Аргентине Национальная автономистская партия поддерживала покупку линкоров, правительство поначалу столкнулось со стойким неприятием обществом столь значительных расходов. Развернувшаяся в прессе кампания в поддержку дредноутов и вновь обострившиеся территориальные споры в конечном итоге убедили общество в необходимости иметь собственные дредноуты. Президент Аргентины Хосе Фигейроа Алькорта попытался смягчить обстановку, направив заявление в адрес Бразилии, в котором предостерегал её от развязывания гонки морских вооружений, неминуемой в случае сохранения существовавшего курса бразильской политики. Бразильское правительство в ответном послании заявило, что корабли строятся взамен устаревших, и несколько раз подчеркнуло, что они не предназначены для агрессии против Аргентины. В августе проект закона, позволявшего флоту купить три дредноута, прошёл рассмотрение Палатой депутатов Аргентины и был принят семьюдесятью двумя голосами против тринадцати. В ноябре закон был рассмотрен и отклонён Сенатом, поскольку в то время была предпринята последняя попытка купить у Бразилии один из строящихся линкоров. Бразильское правительство ответило отказом, после чего закон был вновь передан в Сенат и принят 17 декабря 1908 года сорока девятью голосами против тринадцати. Социалисты проголосовали против закона, поскольку считали, что столь значительные суммы следовало бы потратить на увеличение народонаселения и другие насущные нужды государства.
Аргентина направила в Европу военно-морскую делегацию, которой было поручено провести переговоры с производителями вооружений. На участие в объявленном конкурсе согласились пятнадцать компаний из США, Великобритании, Германии, Италии и Франции. Аргентинская делегация дважды отвергала предложенные проекты, всякий раз отбирая лучшие идеи для новой версии требований. Причиной отмены первых проектов стала закладка в Великобритании первого „супердредноута“ — „Орион“. Такое ведение конкурса разозлило судостроителей, поскольку участие в нём требовало немалых затрат времени и денег, кроме того, они считали, что действия аргентинцев способствуют нарушению коммерческой тайны.
Американская компания Fore River Shipyard, предложившая наименьшую цену, получила контракт на постройку. Американцы, имевшие доступ к дешёвому металлу, назначили столь низкую цену, что дали повод для обвинений в демпинге. Сделанный аргентинцами выбор ещё больше разозлил европейских судостроителей, ранее не считавших американцев серьёзными соперниками. Для смягчения ситуации Аргентина разместила в Великобритании, Франции и Германии заказы на постройку двенадцати эсминцев.
Аргентинский контракт предусматривал постройку ещё одного дредноута в случае, если бразильцы осуществят первоначальный план и построят свой третий линкор. Влиятельные газеты La Prensa и La Argentina начали шумную кампанию в поддержку постройки третьего корабля, последняя даже начала сбор денег по подписке. 31 декабря 1910 года правительство Аргентины высказалось против строительства третьего корабля, так как на должность президента Аргентины был избран Роке Саэнс Пенья, известный страстным желанием покончить с гонкой вооружений. Кроме того, постройку третьего бразильского дредноута уже отменяли несколько раз.

### Чили
В то время как Аргентину беспокоило усиление Бразилии, Чили желало ответить на усиление флота Перу, недавно заказавшего крейсера типа «Альмиранте Грау». Чилийское правительство поначалу было вынуждено отложить осуществление морской программы. Виной тому были экономическая депрессия, вызванная разрушительным землетрясением в Вальпараисо в 1906 году, и падение цен на селитру в 1907 году. Тем не менее, экономических проблем оказалось недостаточно для отказа от дредноутной гонки с традиционным противником — Аргентиной. Деньги на морскую программу были собраны в 1910 году. Чилийцы получили несколько предложений от судостроительных фирм, однако повсеместно бытовало мнение, что контракт достанется британцам. Так, военно-морской атташе Британии в Чили сообщал, что лишь революция не позволит Великобритании заполучить этот контракт. Чилийский флот имел тесные связи с британским ещё с 1830-х годов, когда чилийские офицеры начали служить на британских кораблях, желая получить хорошую выучку. В 1911 году Чили запросило Великобританию о присылке военно-морской миссии, что ещё больше укрепило связи между двумя странами. Тем не менее, США и Германия попытались переломить ситуацию в свою пользу, направив корабли с дружественными визитами в чилийские порты, но успеха не достигли. 25 июля 1911 года контракт получила британская фирма Armstrong Whitworth.

### Прочие южноамериканские государства
Прочие государства региона оказались не в состоянии вступить в гонку вооружений. Так, четвёртый по размеру флот Перу был ослаблен Второй тихоокеанской войной (1879—1883) и с тех пор пребывал в упадке. Единственными новыми кораблями, пополнившими ВМС Перу, были крейсера-скауты «Альмиранте Грау» и «Коронель Болоньези», вступившие в строй в 1906 и 1907 годах соответственно. Во Франции были заказаны две подводные лодки и эсминец. Перуанский флот не имел опыта эксплуатации современных кораблей, не говоря уже об дредноутах, и потому был далёк от участия в гонке вооружений. Перу решило купить у Франции устаревший крейсер «Дюпюи-де-Лом» и даже заплатило несколько взносов за него, однако через некоторое время прекратило платежи вовсе. Остальные страны не обладали современными крупными надводными кораблями, хотя и закупили в то же время несколько небольших. Так, ВМС Уругвая приобрели в 1910 году канонерскую лодку водоизмещением 1400 тонн, а ВМС Венесуэлы приобрели у США в 1912 году бывший испанский бронепалубный крейсер «Марискаль Сукре». ВМС Эквадора пополнили флот чилийским миноносцем в дополнение к уже имевшимся авизо (оба по 800 тонн), двум небольшим пароходам и небольшому кораблю береговой охраны.

## Строительство и испытания южноамериканских дредноутов

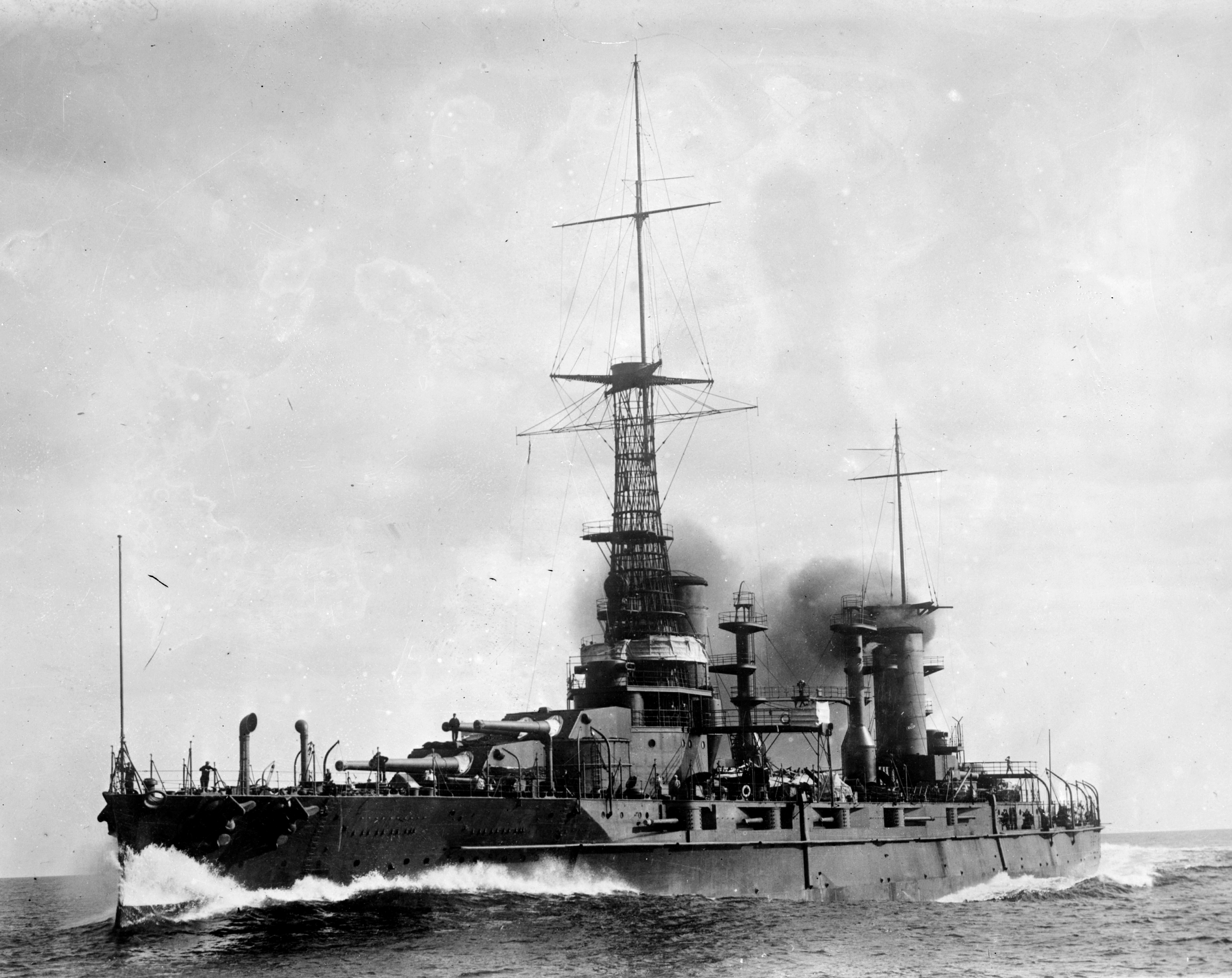
«Ривадавия», ок. 1914—1915 годов

Бразильский «Минас Жерайс», головной корабль типа, заложили на верфи Армстронга 17 апреля 1907 года. Тринадцать дней спустя на верфи Виккерса был заложен однотипный «Сан-Паулу». Спуск корпуса «Минас Жерайс» на воду задержался на четыре недели — до 10 сентября 1908 года — из-за забастовки на верфи. «Сан-Паулу» спустили 19 апреля 1909 года. Оба корабля при большом стечении народа прошли церемонию крещения; ритуал провела жена бразильского посла в Великобритании. По завершении достройки и всех испытаний корабли передали Бразилии: «Минас Жерайс» — 5 января 1910 года, «Сан-Паулу» — в июле.
Аргентинский дредноут „Ривадавия“ строила верфь Fore River в Массачусетсе, а субконтракт на постройку „Морено“ получила фирма New York Shipbuilding Corporation из Нью-Джерси. Почти весь стальной прокат поставила фирма Bethlehem Steel из Пенсильвании. «Ривадавию» заложили 25 мая 1910 года — спустя ровно сто лет со дня формирования первого аргентинского правительства, Первой хунты — и спустили 26 августа 1911 года. «Морено» был заложен 10 июля 1910 года и спущен на воду 23 сентября 1911 года. Строительство обоих кораблей заняло больше времени, чем обычно, а испытания также несколько раз затягивались после повреждения одной из паровых турбин „Ривадавии“ и поломки турбины „Морено“. Официально постройка кораблей была закончена в декабре 1914 года и феврале 1915 года соответственно. Плавание „Морено“ в Аргентину не обошлось без происшествий: дредноут дважды садился на мель и потопил баржу.
Чилийский «Альмиранте Латорре» спустили на воду 27 ноября 1913 года. После начала мировой войны в августе 1914 года работы на линкоре остановились. 9 сентября корабль был выкуплен Великобританией согласно рекомендации Кабинета министров Великобритании, сделанной четырьмя днями ранее. Благодаря нейтрально-дружелюбному статусу Чили, а также нужде британской военной промышленности в чилийской селитре, корабль не был взят силой как два других дредноута, строившихся для Османской империи, — «Решадие» и «Султан Осман I» (экс-«Рио-де-Жанейро»). Бывший чилийский дредноут — на тот момент крупнейший корабль, построенный на верфи Армстронга, — завершили постройкой 30 сентября 1915 года, а 15 октября включили в состав Королевского флота, где он и служил всю войну. Работа над вторым дредноутом — «Альмиранте Кохрейн» — была остановлена с началом войны. 28 февраля 1918 года Британия выкупила недостроенный корпус, желая завершить корабль как авианосец, поскольку на тот момент это был единственный имевшийся корпус, который можно было использовать для этой цели без значительных переделок. Низкий приоритет строительства и трения с рабочими привели к тому, что авианосец был достроен только в 1924 году, после чего вошёл в состав британского флота как HMS Eagle.

## Третий этап гонки: ещё один бразильский дредноут
После спуска на воду первого дредноута («Минас Жерайс») бразильское правительство начало широкую кампанию по отказу от строительства третьего корабля. На то были как политические причины — отношения с Аргентиной потеплели — так и экономические. После долгих переговоров с компанией Armstrong, желавшей сохранить заказ на третий корабль, правительство Бразилии смягчило позицию, поскольку низкая ставка по долгосрочным ценным бумагам позволяла собрать нужную сумму. В марте 1910 года «Рио-де-Жанейро» был заложен в первый раз.
В мае того же года бразильцы попросили верфь остановить постройку корабля и разработать несколько вариантов нового проекта, который должен был содержать передовые решения, появившиеся в новейших супердредноутах. В то время представителем Армстронга в Бразилии был Юстас Теннисон д’Эйнкуорт — будущий главный строитель Королевского флота Великобритании. Энциклопедия «Британника» за 1911 год описывала этот проект так: наибольшая длина корабля составляет 655 футов (200 метров), водоизмещение — 33 000 тонн, главный калибр — двенадцать 14-дюймовых орудий, стоимость — 3 000 000 фунтов стерлингов. В последующие месяцы по просьбе бразильцев было внесено множество изменений, что задержало подписание контракта до 10 октября 1910 года. Закладку киля также пришлось перенести из-за забастовки рабочих. В то же самое время морским министром Бразилии вместо де Аленкара был назначен Маркес Леано — важное изменение, поскольку по условиям контракта проект должен быть одобрен морским министром. И снова флот разделился на два лагеря: сторонники нового министра ратовали за 12-дюймовые орудия главного калибра, а сторонники ушедшего министра и глава бразильской миссии в Британии де Басселлар желали вооружить корабль как можно более мощной артиллерией. Так, проект де Басселлара предполагал восемь 16-дюймовых орудий, шесть 9,4-дюймовых и четырнадцать 6-дюймовых.

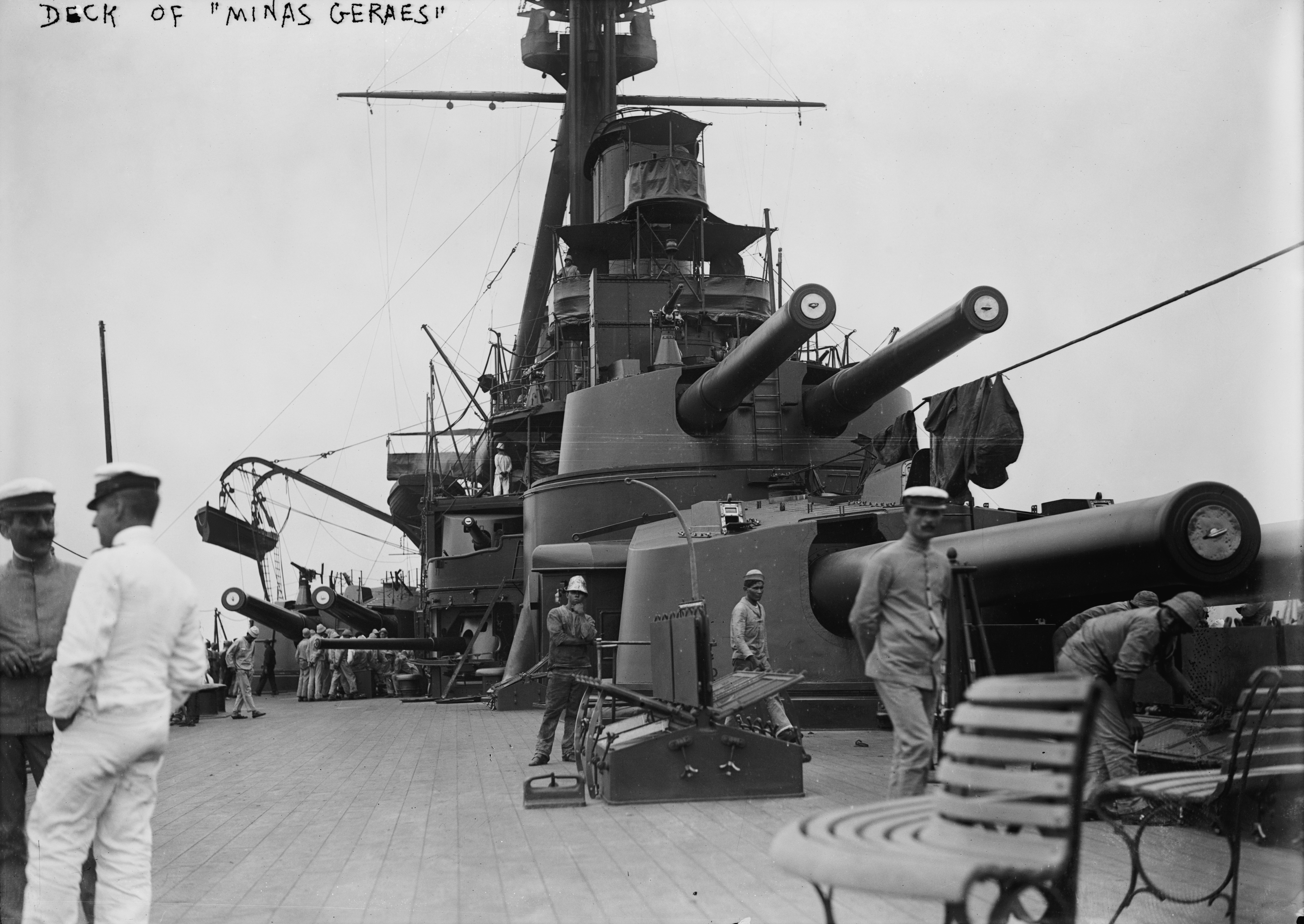
Моряки на палубе линкора «Минас Жерайс». Снимок сделан предположительно во время визита корабля в США в 1910 году

Д’Эйнкуорт, вернувшийся в Англию в октябре сразу после подписания контракта, в марте 1911 года вновь прибыл в Бразилию для демонстрации новых вариантов проекта. Армстронг предполагал, что верх возьмёт вторая партия, и потому снабдил д’Эйнкуорта всем необходимым для работы над вариантом де Басселлара. В середине марта источник в правительстве Бразилии сообщил д’Эйнкуорту, что недавно избранный президент Фонсека поручил морскому министру отказаться от проекта с 14-дюймовыми орудиями в пользу корабля меньших размеров. Решение президента основывалось не только на мнении морского министра, но также на необходимости учитывать несколько важных проблем, вставших перед ним в то время. Важнейшей из них были последствия недавнего мятежа на флоте, охватившего новые линкоры. Кроме того, большие расходы на постройку корабля усугублялись ухудшением экономики на фоне роста государственного долга и дефицита бюджета. К 1913 году внешний и внутренний долги должны были составить, соответственно, 500 и 335 миллионов долларов.
Ввиду сложившейся политической ситуации д’Эйнкуорт, вероятно, отказался от представления проектов с 16-дюймовыми орудиями. На заседаниях с морским министром обсуждался проект линкора с десятью 12-дюймовыми орудиями, размещёнными вдоль диаметральной плоскости, однако был отклонён в пользу проекта с не менее чем четырнадцатью 12-дюймовыми орудиями. Исследователь Дэйвид Топлисс полагает, что такой выбор диктовался политическими соображениями: морской министр не мог одобрить постройку корабля, казавшегося слабее «Минас-Жерайса». А раз нельзя было поставить орудия большего калибра, то оставалось лишь увеличить количество 12-дюймовых.

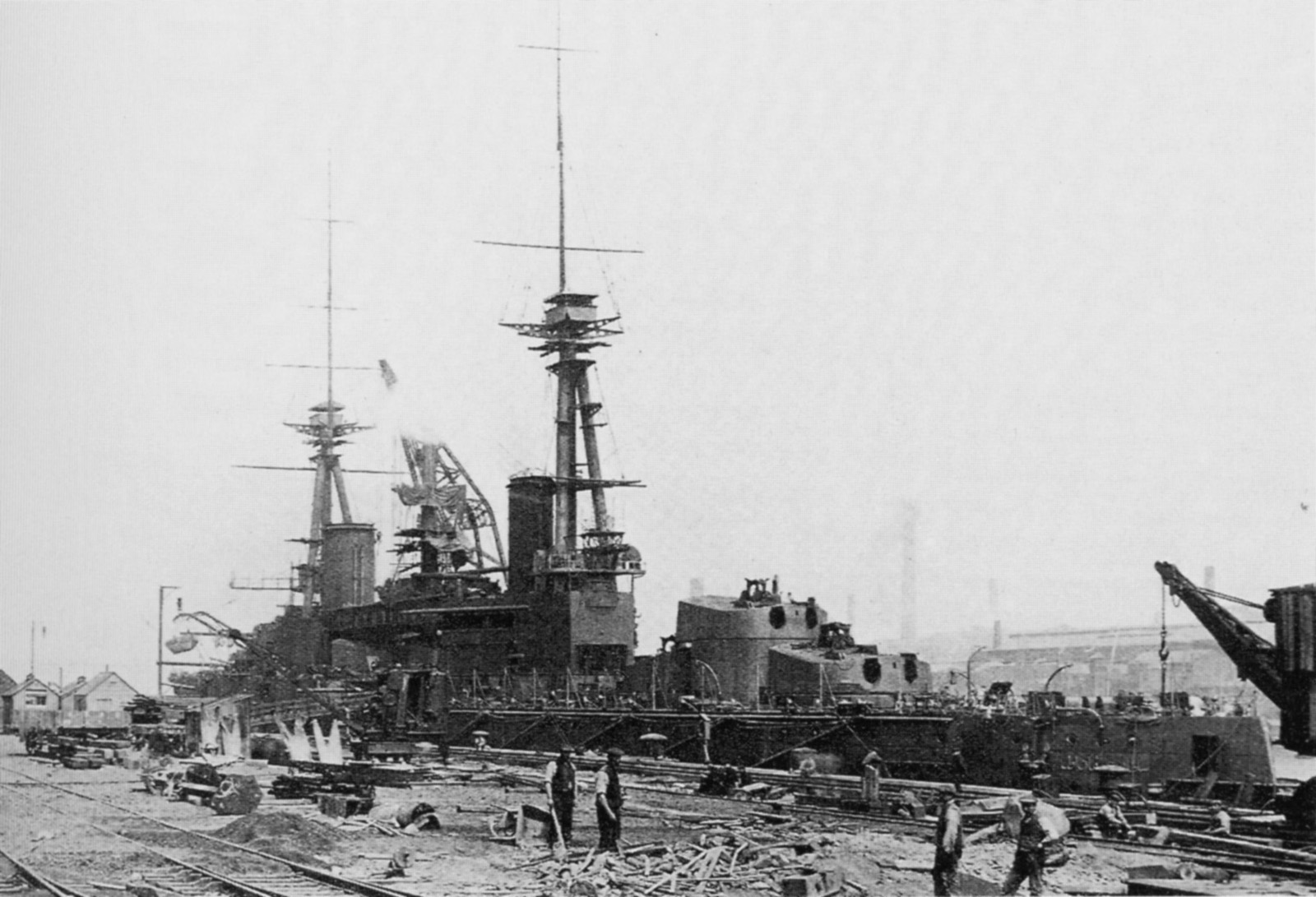
«Султан Осман I», бывший «Рио-де-Жанейро», будущий «Эджинкорт», во время достройки

После череды изменений и согласований стороны подписали 3 июня 1911 года контракт на постройку дредноута с четырнадцатью 12-дюймовыми орудиями. Контрактная стоимость корабля составила 2 675 000 фунтов. 14 сентября киль «Рио-де-Жанейро» заложили в четвёртый раз. Вскоре бразильское правительство вновь пересмотрело ранее принятое решение. В середине 1912 года на стапелях мировых держав уже строились супердредноуты с 14-дюймовой артиллерией, и новый бразильский линкор уступал им. Ситуацию вокруг третьего дредноута усугублял экономический спад в Европе, вызванный Второй балканской войной: Бразилия уже не могла рассчитывать на европейские займы. Экспорт кофе и каучука также упал, в последнем случае Бразилия потеряла монопольное положение из-за сильной конкуренции со стороны английских каучуковых плантаций на Дальнем Востоке. Цена на кофе упала на 20 %, понизив экспорт на 12,5 % в период между 1912 и 1913 годами, в эти же годы экспорт каучука снизился на 25 и 36,6 % соответственно.
Армстронг рассматривал проект по замене 12-дюймовых орудий на семь 15-дюймовых, однако бразильское правительство к тому времени, видимо, уже решило продать корабль. В сложившейся перед Первой мировой войной напряжённой обстановке интерес к покупке кораблей проявили Россия, Италия, Греция и Османская империя. Русские вскоре отказались от этой идеи. Италия была близка к покупке, однако в торги вмешалась Франция, желавшая оказать Греции помощь в покупке корабля и тем самым не допустить его появления во флоте Италии — своего главного противника на Средиземном море. Греки согласились выплатить требуемую сумму плюс сверх неё ещё 50 000 фунтов, однако в то время, пока они собирали деньги для первого взноса, Османская империя получила контракт, заняв деньги у парижского банкира Перера, неподконтрольного правительству Франции. Бразилия приняла турецкое предложение, и 29 сентября 1913 года корабль был продан «как есть» за 1 200 000 фунтов. Согласно контракту, достройка корабля была оценена в 2 340 000 фунтов. Турки переименовали корабль в «Султан Осман I». В начале Первой мировой войны Великобритания реквизировала корабль и ввела его в состав Королевского флота как HMS Agincourt.
В октябре 1912 года правительство Аргентины одобрило постройку третьего корабля в случае, если бразильцы достроят «Рио-де-Жанейро». Тем не менее, третий аргентинский линкор так никогда и не был построен и не получил имени.

## Конец гонки

### «Восстание плетей»

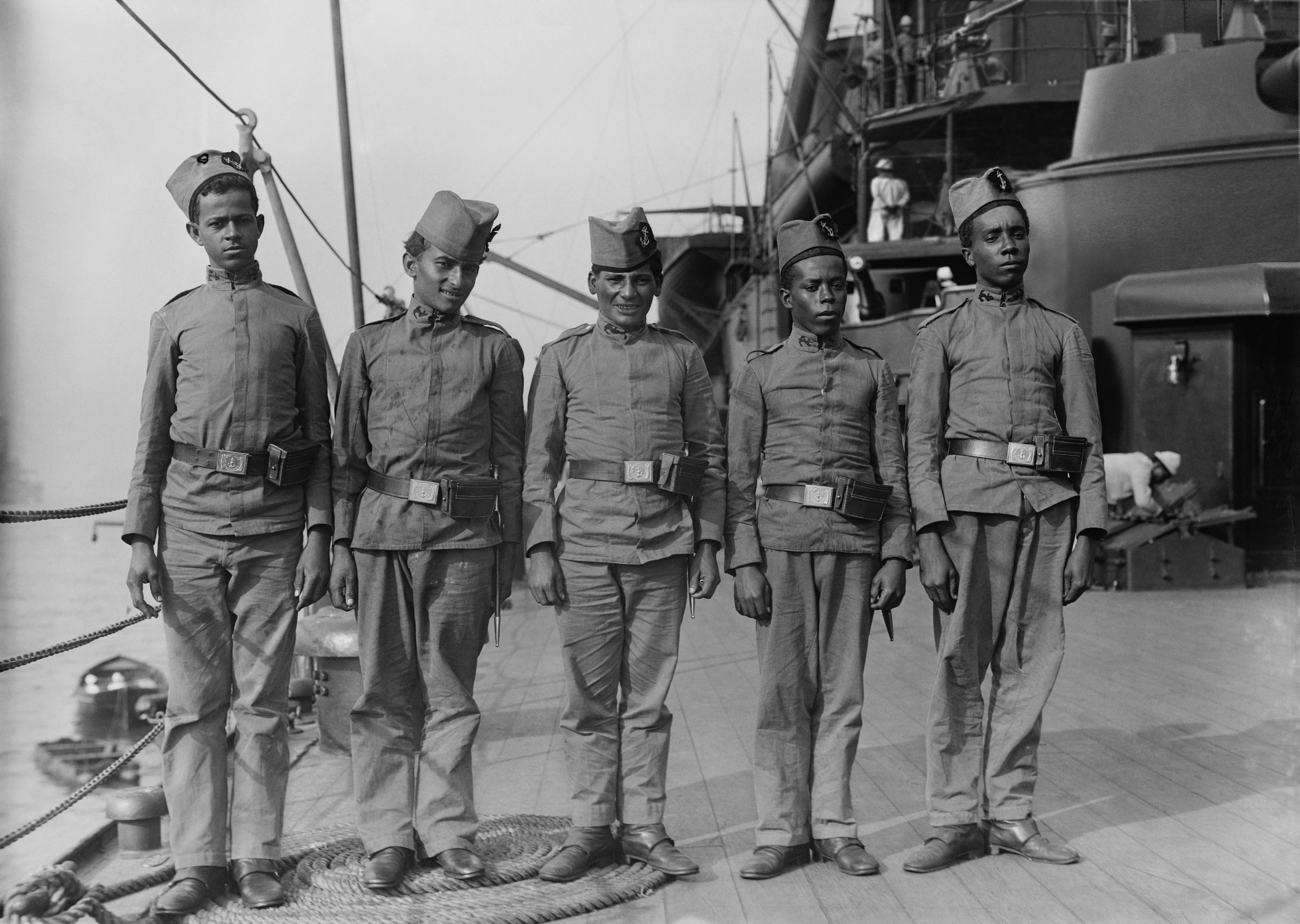
Бразильские матросы на борту «Минас Жерайса». Снимок сделан предположительно во время визита корабля в США в начале 1913 года

В конце ноября 1910 года в Рио-де-Жанейро вспыхнуло крупное восстание, позднее прозванное «Восстанием плетей» (порт. Revolta da Chibata). Корни восстания крылись в расовом составе бразильского флота: большинство матросов и унтер-офицеров были неграми или мулатами, в то время как офицеры были преимущественно белыми. Барон Рио-Бланко заметил, что «пополняя морскую пехоту и флот, мы принимаем на борт отбросы наших городов, негодных люмпенов, не имеющих никакой подготовки. Бывшие рабы или их сыновья — вот из кого набраны наши команды, большинство этих людей негры или темнокожие мулаты». Принудительный набор и широкое применение порки при малейшей провинности создавали напряжённость между нижними чинами и офицерами. Матросы «Минас Жерайса» планировали выступить в 1910 году. Вожаком восстания был избран опытный матрос Жуан Кандиду Фелизберту. Срок начала восстания несколько раз переносился из-за разногласий среди заговорщиков. Так, на сходке 13 ноября часть заговорщиков настаивала на выступлении в день инаугурации нового президента (15 ноября), однако один из лидеров восстания Франсиску Диас Мартинс убедил собравшихся в том, что в этом случае восстание будет выглядеть угрозой всей политической системе. Повод к немедленному восстанию появился 21 ноября 1910 года, после того как чернокожий матрос Марселину Родригес Менезис получил за неповиновение жесточайшее наказание в 250 плетей. Очевидец Жозе Карлус ди Карвалью, бывший капитан флота, заметил, что спина матроса была похожа на рассечённую кефаль, готовую к посолке.

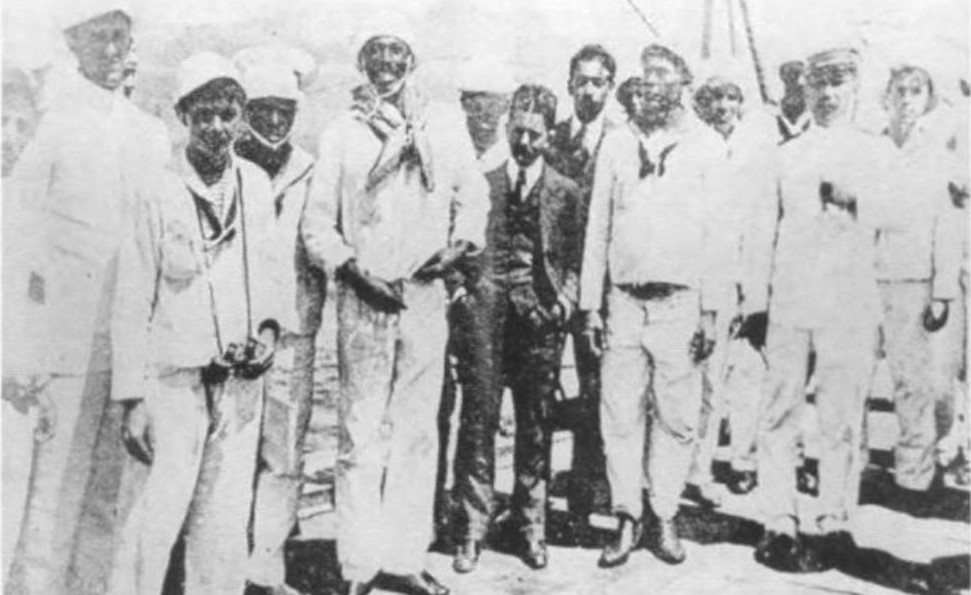
Лидер восставших Жуан Кандиду Фелизберту (в первом ряду слева от человека в тёмном костюме) вместе с репортёрами, офицерами и матросами на борту «Минас Жерайса», 26 ноября 1910 года

Около десяти часов вечера 22 ноября восстал «Минас Жерайс». Вскоре восстали «Сан-Паулу», новейший крейсер «Баия» и двадцатиоднолетний корабль береговой обороны «Диодору». Восставшие корабли представляли собой наиболее современные и мощные единицы флота. Три из них вошли в его состав чуть более месяца назад. Восстала примерно половина моряков, находившихся в Рио-де-Жанейро (2379), в то время как оставшиеся 2630 не восстали, однако их лояльность вызывала у офицеров опасения. Фелизберту с товарищами выступали за прекращение «рабства на флоте», и в особенности — против порки, запрещённой во флотах западных держав. Офицеры и президент были против амнистии восставших и строили планы атаки кораблей, однако за амнистию выступили многие законодатели. В течение трёх дней обе палаты Национального Конгресса, ведомые влиятельным политиком Руем Барбозой, приняли амнистию всем участникам восстания и запретили порку на флоте.
После завершения восстания власти обезоружили корабли, сняв с орудий затворы. Восстание и вызванная им слабость флота, неспособного действовать из опасения новых беспорядков, побудили многих влиятельных бразильцев, среди которых были президент, известные политики вроде Барбозы и барона де Рио-Бранко и редакторы газет, поднять вопрос о полезности новых кораблей и целесообразности их продажи другому государству. Британский посол Хаггард был весьма удивлён столь решительному изменению взглядов барона Рио-Бланко: «Какое чудесное превращение в человеке, добивавшемся покупки и считавшем её вершиной своей политики».
Президент и кабинет решили, что продажа построенных кораблей негативно скажется на внутренней политике государства, хотя, как все признавали, желательно заменить дорогие крупные корабли на множество небольших, способных действовать на многочисленных бразильских реках. Корабли остались в составе бразильского флота, однако восстание выявило его истинную боеготовность. Так, агент Армстронга сообщал, что корабли находятся в плохом состоянии, ржавчина покрыла башни и паровые котлы. Ремонт, по его подсчётам, обошёлся бы казне в 700 000 фунтов. Британский посол сообщал, что «эти корабли абсолютно бесполезны для Бразилии». Несмотря на отказ правительства продать корабли типа «Минас Жерайс», эта цепь событий, а также смерть барона Рио-Бланко в 1912 году стали одними из главных факторов продажи «Рио-де-Жанейро». Решение было принято, вероятно, в январе или не позднее сентября 1913 года.

### «Риачуэло»
После продажи «Рио-де-Жанейро» туркам бразильское правительство запросило фирмы «Армстронг» и «Виккерс» подготовить проекты нового корабля. На рассмотрение были представлены 14 проектов: шесть фирмы «Виккерс» (декабрь 1913 года — март 1914) и восемь фирмы «Армстронг» (февраль 1914 года). Проекты «Виккерса» предусматривали от восьми до десяти 15-дюймовых орудий, скорость хода в 20—22 узла, водоизмещение от 26 500 тонн до 30 000 тонн. Менее дорогие варианты предусматривали смешанное питание котлов, более дорогие — полностью нефтяное. Фирма «Армстронг» взяла два базовых проекта — с восемью или десятью 15-дюймовыми орудиями — и на их основе предложила несколько вариантов, различавшихся скоростью и вооружением. Бразильское правительство выбрало первый из вариантов «Армстронга» с восемью орудиями, обозначенный Design 781, по характеристикам подобный строившимся Великобританией линейным кораблям типов «Куин Элизабет» и «Ривендж».
12 мая 1914 года с фирмой «Армстронг» был подписан контракт на постройку линкора на верфи в Эльсвике. Корабль получил имя «Риачуэло» (порт. Riachuelo). Верфь успела выполнить часть подготовительных работ, однако начавшаяся вскоре мировая война помешала закладке киля, и корабль так никогда и не был построен.

### Попытки продать линкоры
Известие о продаже бразильского линкора побудило правительство Аргентины прислушаться к общественному мнению, желавшему продать аргентинские корабли, и начать искать покупателя. Деньги, вырученные от продажи, должны были быть направлены на внутренние нужды страны. В середине 1914 года в Аргентинский национальный конгресс были направлены три варианта закона о продаже кораблей, однако все они были отклонены. Великобритания и Германия были обеспокоены возможностью усиления флотов своих противников, поскольку интерес к покупке кораблей проявили Россия, Австро-Венгрия, Османская империя и Греция; последняя желала купить линкоры в противовес «Рио-де-Жанейро», купленному турками. В конце апреля 1913 года американская New York Tribune сообщила, что Аргентина отклонила предложение о продаже «Морено» за 17,5 миллионов долларов, даже несмотря на то, что эта сделка сулила аргентинцам прибыль, превышавшую расходы на постройку корабля (12 миллионов). Соединённые Штаты были обеспокоены несоблюдением их нейтралитета и возможностью утечки технологий в другие страны и потому начали оказывать на правительство Аргентины дипломатическое давление, желая помешать продаже кораблей. В начале ноября 1913 года New-York Tribune сообщила своим читателям о том, что Греция смогла договориться с Чили о покупке одного из линкоров в противовес турецкому «Султану Осману I», в мае и июне эту информацию подтвердил ежемесячный военно-морской журнал Proceedings; однако, несмотря на достигнутые соглашения, сделка между Чили и Грецией не состоялась.
Во всех южноамериканских странах, вовлечённых в дредноутную гонку, росли настроения продать дорогие корабли, а вырученные деньги направить на внутренние нужды. Стоимость кораблей справедливо оценивалась как чрезвычайно большая. Так, вскоре после заказа на корабли типа «Минас Жерайс» одна из бразильских газет подсчитала, что на запрошенные строителями деньги можно было построить 3125 миль железных дорог или 30 300 крестьянских усадеб. Историк флота Роберт Шейна подсчитал, что линкоры обошлись Бразилии в 6 110 000 фунтов, не считая 605 520 фунтов на боеприпасы и ещё 832 000, вложенных в модернизацию доков. В первые шесть лет службы на обслуживание кораблей была потрачена сумма, равная 60 % от первоначальной стоимости их постройки. Два аргентинских линкора обошлись стране в 20 % её годового бюджета, не считая затрат на обслуживание. Историк Роберт Масси округлил траты каждой из стран до четверти годового дохода.
Националистические настроения, подстегнувшие гонку вооружений, в условиях ухудшающейся экономики сменились неприятием обществами трёх стран столь больших трат. Люди полагали, что деньги следует тратить на более важные дела. Посол США в Чили Генри Флетчер так прокомментировал ситуацию: «С начала гонки вооружений в 1910 году финансовые условия, и тогда не блистательные, стали ещё хуже; когда же пришло время платить, жителям трёх стран стало ясно, что деньги им нужнее линкоров».

## Морские программы южноамериканских стран после Первой мировой войны
Прерванная Первой мировой войной южноамериканская гонка морских вооружений более не возобновлялась, однако после окончания войны правительства Аргентины, Бразилии и Чили планировали увеличение и модернизацию своих флотов.

### Бразилия
Бразилия в период с 1918 по 1925 год модернизировала «Минас Жерайс» и «Сан-Паулу», а также два крейсера, построенные по программе 1904 года, — «Баию» и «Рио-Гранде-ду-Сул». Модернизация была необходима, поскольку состояние кораблей было неудовлетворительным. Техническое состояние дредноутов более-менее соответствовало требованиям, однако артиллерии кораблей требовалась современная система управления огнём. Состояние крейсеров оценивалось флотом как «плохое»: они с трудом развивали 18 узлов (33 км/ч). В 20-е и 30-е годы существовали и другие планы по увеличению бразильского флота, однако все они были урезаны. В 1924 году возник весьма умеренный план постройки нескольких современных кораблей (тяжёлый крейсер и пять подводных лодок). В том же году американская военно-морская миссия, присланная в Бразилию по просьбе правительства, предложила план по увеличению флота на 151 000 тонн. Из них 70 000 тонн приходились на линкоры, 60 000 — на крейсера, 15 000 — на эсминцы. Государственный департамент США, возглавляемый в то время Чарльзом Эвансом Хьюзом, выступил против этого плана, поскольку являлся одним из инициаторов Вашингтонского морского соглашения и не желал возобновления гонки вооружений. По новому плану бразильцы построили в Италии подводную лодку «Умаита» (порт. Humaytá).
В 1931—1938 годах «Минас Жерайс» прошёл вторую модернизацию на военно-морской верфи в Рио-де-Жанейро. Состояние «Сан-Паулу» было настолько плачевным, что его модернизацию сочли экономически неэффективной. В эти же годы правительство Бразилии рассматривало возможность купить у ВМС США несколько крейсеров, однако сделке помешали ограничения Вашингтонского и Лондонского договоров, запрещавших продажу построенных кораблей другим странам. Помимо крейсеров бразильцы хотели закупить в США несколько эсминцев, однако в итоге заказ на постройку шести кораблей был размещён в Великобритании. В период между двумя мировыми войнами появился план арендовать в США шесть эсминцев, однако он был отклонён из-за сильного противодействия американских и международных организаций. Бразилия заложила на своих верфях три эсминца типа «Марсилио Диас», созданные по образцу американского типа «Мэхэн», и шесть минных заградителей. Все корабли были спущены на воду в 1939—1941 годах, однако их постройка требовала иностранной технической помощи, которая была прервана Второй мировой войной. Все девять кораблей были достроены в 1944 году.

### Аргентина
Аргентина, нацелившаяся на возвращение военно-морского превосходства в регионе, направила «Ривадавию» и «Морено» на модернизацию в США в 1924 и 1926 годах соответственно. Кроме того, была принята и реализована большая морская программа. Были построены:
- два тяжёлых крейсера типа «Альмиранте Браун» (построены в Италии);
- лёгкий крейсер «Ла Архентина» (построен в Великобритании);
- двенадцать эсминцев (тип «Чуррука», построенный в Испании, и типы «Мендоса» и «Буэнос-Айрес», построенные в Великобритании);
- три подводные лодки типа «Санта-Фе» (построены в Италии).

### Чили
В 1919 году правительство Чили начало подыскивать корабли для усиления национального флота, и Великобритания охотно предложила корабли, ставшие ненужными после окончания Первой мировой войны. Соседи чилийцев были встревожены: попытка Чили создать сильнейший в регионе флот могла дестабилизировать обстановку и привести к новой гонке вооружений. Чили запросило «Канаду» и авианосец «Игл», строившиеся перед войной по чилийскому заказу, однако стоимость переделки «Игла» обратно в линкор оказалась чрезмерной. В качестве замены рассматривались два уцелевших линейных крейсера типа «Инвинсибл», однако утечка секретной информации о возможной их покупке вызвала в Чили скандал, поднявший вопрос о сомнительной ценности этих кораблей. В итоге в апреле 1920 года были куплены линкор «Канада» и четыре эсминца. Все пять были заказаны Чили в Великобритании ещё до 1914 года и с началом войны были выкуплены Великобританией для своего флота. Корабли обошлись чилийцам сравнительно дёшево: так, за «Канаду» был заплачен миллион фунтов стерлингов, что составило менее половины тех денег, которые в своё время были запрошены за постройку линкора. В течение следующих семи лет Чили продолжило закупать корабли в Великобритании. В их числе были шесть эсминцев типа «Серрано» и три подводные лодки типа «О’Брайен». В 1929—1931 годах «Альмиранте Латорре» прошёл модернизацию на британской королевской верфи в Девонпорте. В 1930-х годах линкор фактически стоял на приколе, виной чему были экономическая депрессия и крупный мятеж чилийского флота. В конце 1930-х годов правительство Чили вынашивало план постройки крейсера водоизмещением 8700 тонн на английской, итальянской, немецкой или шведской верфи, однако до заказа дело не дошло. Ещё одному плану, предполагавшему покупку двух небольших крейсеров, помешала Вторая мировая война. Вскоре после атаки Пёрл-Харбора США выступили с предложением купить у Чили «Альмиранте Латорре», два эсминца и базу подводных лодок, однако предложение было отклонено.

### Вторая мировая война и послевоенные годы
С началом Второй мировой войны три ведущих государства Южной Америки лишились возможности покупать корабли в Европе и США, поскольку основные морские державы были втянуты в войну, но после её завершения многие американские и британские корабли оказались ненужными. Прошедшая война стала закатом эпохи линкоров, и южноамериканские государства проявили интерес к покупке крейсеров, эсминцев и подводных лодок, однако по политическим причинам не смогли приобрести ничего крупнее корветов типа «Флауэр» и фрегатов типа «Ривер». Более крупные корабли начали поступать после того, как мир погрузился в атмосферу «красной угрозы». Так, в январе 1951 года в рамках «Договора о взаимном обеспечении безопасности» Аргентине, Бразилии и Чили были проданы шесть американских лёгких крейсеров.
Пополнение флотов относительно современными кораблями привело к тому, что все южноамериканские дредноуты вскоре были отправлены на слом. Первыми были списаны бразильские корабли. «Сан-Паулу» был продан на слом в 1951 году, однако затонул в шторм севернее Азорских островов при буксировке к месту утилизации. «Минас Жерайс» продали на слом два года спустя, и в 1954 году он был разобран в Генуе. Аргентинского «Ривадавию» разобрали в Италии в 1959 году, а «Морено» — в Японии в 1957 году. Чилийский «Альмиранте Латорре», стоявший на приколе с 1951 года, в 1959 году также был разобран в Японии.

## Историография
Историография, посвящённая южноамериканской дредноутной гонке, относительно мала как по количеству книг, так и по раскрытию темы. Всё вышесказанное справедливо и для англоязычной, и для русскоязычной историографии. Исторические труды, посвящённые Латинской Америке, редко затрагивают эту тему, в то время как авторы книг по военно-морской истории начала XX века часто вовсе не упоминают вопрос, предпочитая писать об индустриально развитых странах, особенно — об англо-германском морском соперничестве. В тех немногих англоязычных и русскоязычных работах, которые затрагивают вопрос, авторы чаще делают акцент на самих кораблях, нежели на более узких темах: влиянии дредноутов на обстановку в регионе и событиях Восстания плетей. Те немногие авторы, кто рассматривал вопрос глубоко, полагают, что гонка не оказала сколь-нибудь значительного влияния на обстановку в мире ввиду большого числа построенных другими странами дредноутов, вместо этого южноамериканские корабли дестабилизировали ситуацию в собственном регионе.
Сьюард Ливермор из Брауновского университета писал о гонке спустя 30 лет после её завершения, рассматривая с американской точки зрения аргентинский заказ, роль правительства США в его получении, попытки получить чилийский заказ. Ливермор относился к гонке слегка критически из-за оказанного ею дестабилизирующего влияния на регион:
Международные оружейные компании внесли весьма сомнительный вклад в дело налаживания более тесного сотрудничества и взаимопонимания между полушариями. Продажа военных материалов небольшим, но гордым народам была чревата слишком многими неприятными и непредсказуемыми последствиями. «Дипломатия броненосцев» была новинкой американской государственной политики, однако, несмотря на некоторые успехи, в конечном итоге оказалась большим разочарованием.
Британский историк Ричард Хау (англ. Richard Hough) в опубликованной в 1966 году книге отмечал высокую стоимость дредноутов и недоумевал, как южноамериканским политикам пришло в голову купить эти корабли, не говоря уже о том, чтобы содержать их потом долгие годы. Хау задавался вопросом об истинных целях покупки бразильских кораблей, поскольку считал, что в то время отношения Бразилии с Аргентиной и Чили были достаточно хорошими. По мнению историка, единственными победителями в гонке стали оружейные компании, участвовавшие в постройке кораблей.
Латиноамериканский историк Роберт Шейна (англ. Robert Scheina) посвятил дредноутной гонке главу в своей книге Latin America: A Naval History, 1810—1987, опубликованной в 1987 году. Эта работа стала одной из первых попыток всестороннего рассмотрения латиноамериканской военно-морской истории, однако в то же время подверглась критике за попытку объять слишком многое. Описание дредноутной гонки соседствовало с обширным изложением не столь давних событий, заняв лишь семь страниц против пятидесяти пяти. Шейна завершил главу небольшим заключением, в котором упомянул «уроки», полученные тремя странами. Подобно Хау, Шейна отметил непомерно высокую стоимость кораблей. Кроме того, Шейна отмечал, что боевая ценность южноамериканских дредноутов падала по мере того, как морские державы вводили в строй новые и более совершенные корабли. Наконец, историк упомянул о положительном международном эффекте, вылившемся в форму военных союзов, однако этот эффект также уменьшался по мере ввода в строй более современных линейных кораблей.
Джонатан Грант (англ. Jonathan A. Grant) изучил обстоятельства многих оружейных сделок, заключённых в XIX и начале XX века. Половина главы его книги посвящена южноамериканской дредноутной гонке, другая половина — греко-оттоманской. По мнению автора, обе дредноутные гонки показали, что демократизация общества не обязательно ведёт к мирному сосуществованию: южноамериканская гонка была развязана с подачи выборных органов власти. Последнее обстоятельство показало, что единоличные лидеры государств — не единственные, кто печётся о региональном доминировании. Грант считал южноамериканскую гонку одним из следствий националистических и имперский амбиций, заставлявших государства добиваться престижа, равно как и следствием агрессивной торговой политики оружейных компаний.
Бразильский историк Жоан Роберто Мартинс Фильо (порт. João Roberto Martins Filho) использовал британские и бразильские архивы в работе над книгой A marinha brasileira na era dos encouraçados, 1895—1910 («Бразильский флот в эпоху дредноутов»). Автор показал, что бразильский флот не был готов к использованию современных кораблей. Бразильцы приложили немалые усилия для покупки кораблей, однако не позаботились о должной подготовке экипажей (треть всех моряков флота) и качественном обслуживании техники, результатом чего стала невозможность полноценного использования дредноутов вскоре после ввода их в строй. Кроме того, условия службы на новых кораблях не сочетались с широко распространёнными в то время на флоте телесными наказаниями, что привело к Восстанию плетей.

## Южноамериканские дредноуты
| Дредноут             | Страна                             | Водоизмещение | Главный калибр | Верфь               | Заложен               | Спущен                | Достроен          | Судьба |
| -------------------- | ---------------------------------- | ------------- | -------------- | ------------------- | --------------------- | --------------------- | ----------------- | --- |
| «Минас Жерайс»       | Бразилия                           | 19 281 т      | 12 × 12-дм/45  | Armstrong Whitworth | 17 апреля 1907 года   | 10 сентября 1908 года | январь 1910 года  | Пущен на слом в 1954 году                                                                                  |
| «Сан-Паулу»          | Бразилия                           | 19 105 т      | 12 × 12-дм/45  | Vickers             | 30 апреля 1907 года   | 19 апреля 1909 года   | июль 1910 года    | Затонул в ноябре 1951 года при буксировке к месту утилизации                                               |
| «Рио-де-Жанейро»     | Бразилия · Турция · Великобритания | 27 850 т      | 14 × 12-дм/45  | Armstrong           | 14 сентября 1911 года | 22 января 1913 года   | август 1914 года  | Куплен Османской империей в 1913 году; реквизирован Великобританией в 1914 году; пущен на слом в 1924 году |
| «Риачуэло»           | Бразилия                           | 30 500 т      | 8 × 15-дм/45   | Armstrong           | —                     | —                     | —                 | Заказ отменён после начала Первой мировой войны                                                            |
| «Ривадавия»          | Аргентина                          | 27 900 т      | 12 × 12-дм/50  | Fore River          | 25 мая 1910 года      | 26 августа 1911 года  | декабрь 1914 года | Пущен на слом в 1959 году                                                                                  |
| «Морено»             | Аргентина                          | 27 900 т      | 12 × 12-дм/50  | Fore River          | 9 июля 1910 года      | 23 сентября 1911 года | февраль 1915 года | Пущен на слом в 1957 году                                                                                  |
| «Альмиранте Латорре» | Чили · Великобритания · Чили       | 28 600 т      | 10 × 14-дм/45  | Armstrong           | 27 ноября 1911 года   | 27 ноября 1913 года   | октябрь 1915 года | Куплен Великобританией в 1914 году; куплен Чили в 1920 году; пущен на слом в 1959 году                     |
| «Альмиранте Кохрейн» | Чили · Великобритания              | —             | —              | Armstrong           | 20 февраля 1913 года  | 8 июня 1918 года      | февраль 1924 года | Куплен Великобританией в 1914 году; достроен как авианосец; потоплен 11 августа 1942 года                  |

| Сравнительные тактико-технические характеристики |                            |                               |                             |                             |
|                                                  | «Минас Жерайс»             | «Ривадавия»                   | «Рио-де-Жанейро»            | «Альмиранте Латорре»        |
| Полное водоизмещение, т                          | 21 200                     | 30 600                        | 27 500                      | 32 120                      |
| Артиллерия главного калибра                      | 12 × 305-мм/45             | 12 × 305-мм/50                | 14 × 305-мм/45              | 10 × 356-мм/45              |
| Противоминный калибр                             | 22 × 120-мм/50             | 12 × 152-мм/50 16 × 102-мм/50 | 20 × 152-мм/50              | 16 × 152-мм/50              |
| Бортовое бронирование, главный пояс мм           | 229                        | 254—305                       | 100—250                     | 100—230                     |
| Бронирование палуб, мм                           | 25—65                      | 51                            | 40—75                       | 25—100                      |
| Бронирование башен ГК, мм                        | 229—305                    | 305                           | до 250                      | до 250                      |
| Энергетическая установка                         | паромашинная, 23 500 л. с. | паротурбинная, 40 000 л. с.   | паротурбинная, 45 000 л. с. | паротурбинная, 37 000 л. с. |
| Максимальная скорость, узлов                     | 21                         | 22,5                          | 22                          | 22,75                       |

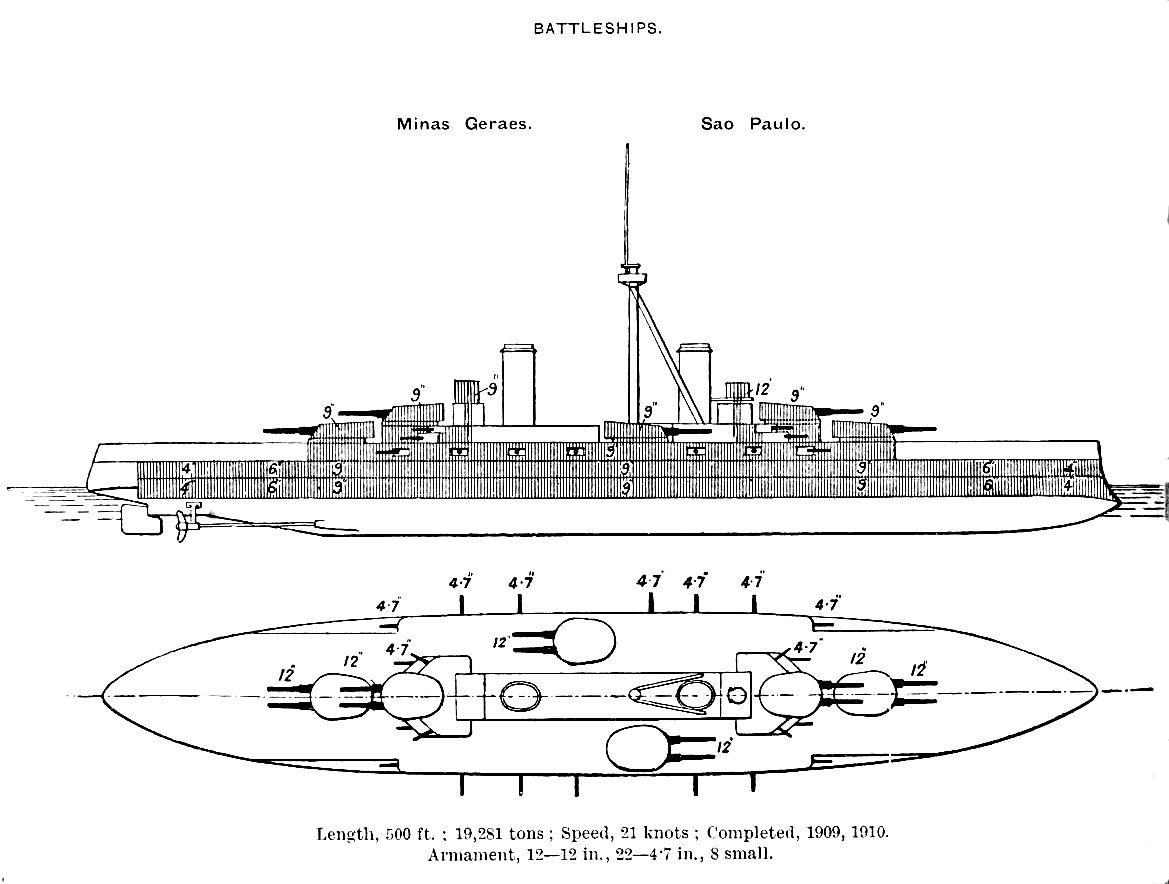
Бразильские дредноуты типа «Минас Жерайс»
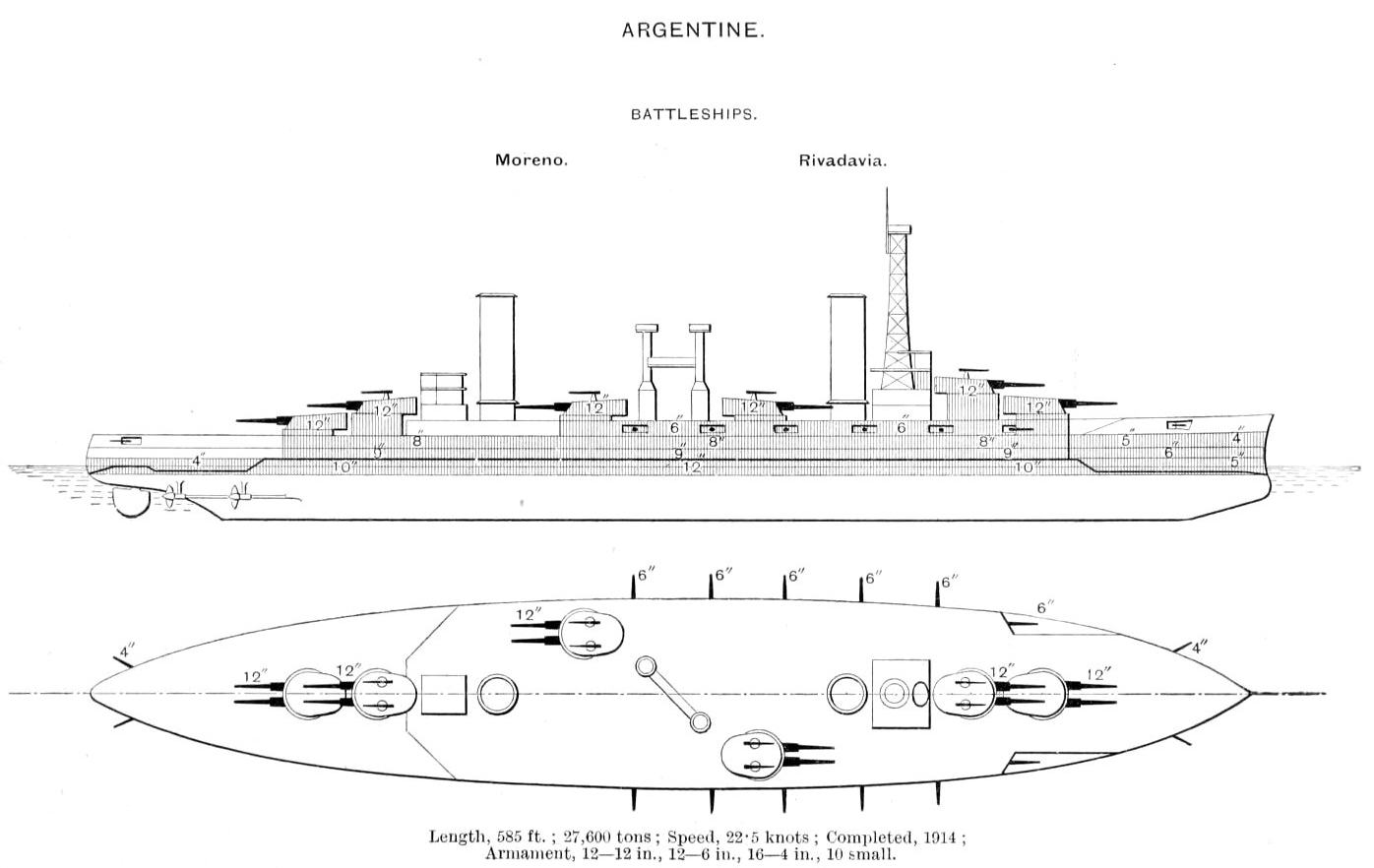
Аргентинские дредноуты типа «Ривадавия»
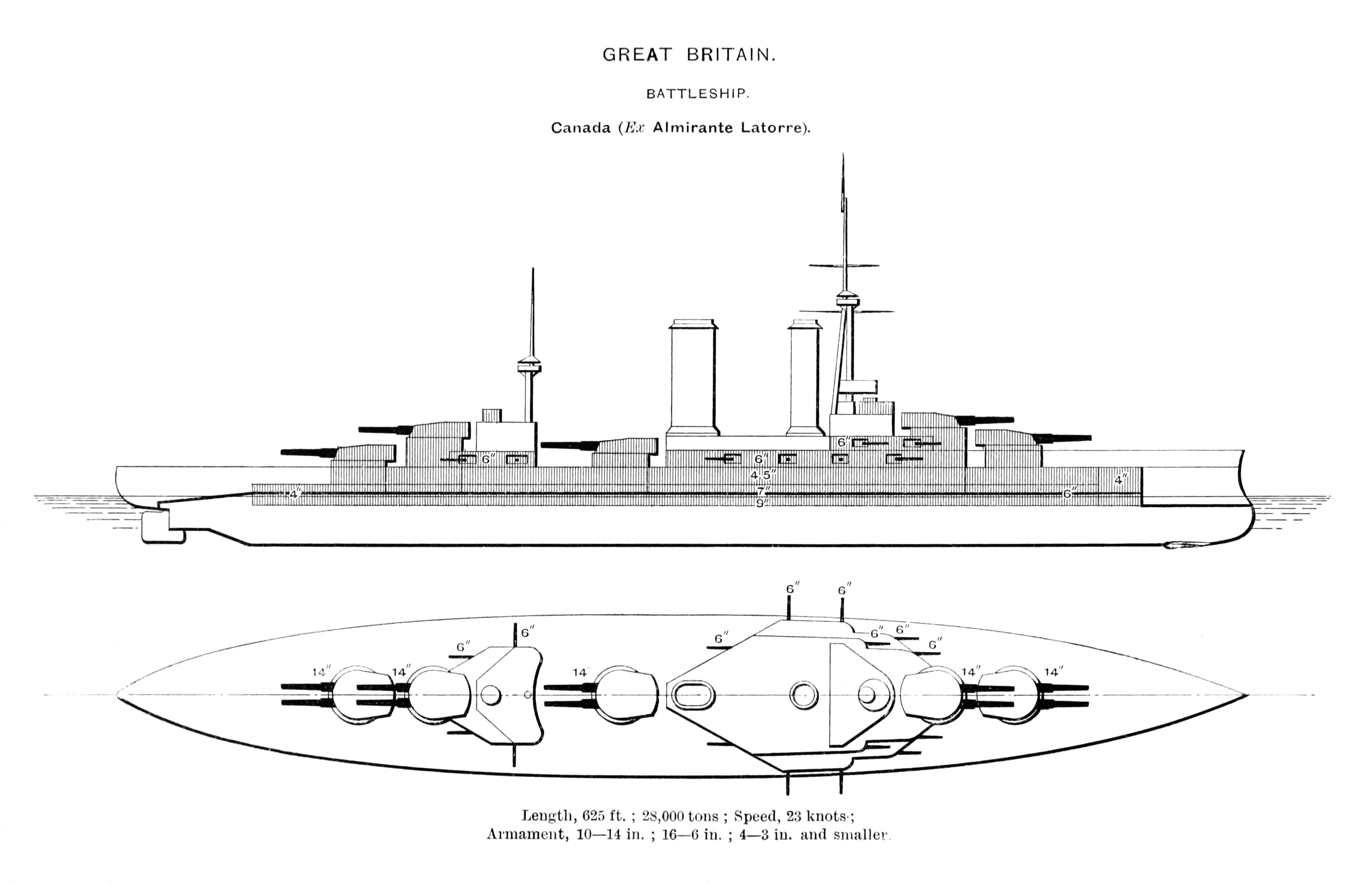
Чилийский дредноут «Альмиранте Латорре»

## Комментарии
1. ↑  В частности, Британия импортировала аргентинское зерно и чилийскую селитру.
2. ↑  В Аргентине не нашлось кранов, способных поднять башни с артиллерией главного калибра, вследствие чего он был оставлен на крейсерах, а все остальные орудия — сняты.
3. ↑  Чилийский военный тоннаж составлял 37 488 тонн, аргентинский — 34 977 тонн, бразильский — 28 105 тонн (Livermore, Battleship Diplomacy, p. 32).
4. ↑  Существуют другие версии появления этих денег у Турции. Согласно Трубицыну, Турция заняла деньги в Германии. Согласно Оскару Парксу, «деньги были собраны по подписке восторженным турецким обществом».
5. ↑  Плачевное состояние бразильских линкоров дало о себе знать в 1917 году. Бразилия, выступившая на стороне Антанты, предлагала Великобритании включить оба дредноута в состав Гранд-Флита, однако британцы отказались ввиду того, что корабли находятся в плохом техническом состоянии, а приборы управления огнём безнадежно устарели. В июне 1918 года «Сан-Паулу» направился на ремонт в США, однако в пути у него сломались 14 из 18 котлов

### Книги

#### На русском языке
- Козлов Б.В. Линейные корабли «Эджинкорт», «Канада» и «Эрин». 1910-1922 гг. — СПб.: Р. Р Муниров, 2008. — 80 с. — ISBN 978-5-98830-030-4.
- Трубицын, С. Б. Линкоры второстепенных морских держав. — СПб., 1998. — 64 с. — ISBN 5-00-001688-2.

#### На английском языке
- Breyer, S. Battleships and Battle Cruisers, 1905—1970. — Garden City, NY: Doubleday, 1973.
- Brown, D. HMS Eagle // Profile Warship / Antony Preston. — Windsor, UK: Profile Publishing, 1973. — P. 249—272. — ISBN 1754-4459.
- Budzbon, P. Russia // Conway's All the World's Fighting Ships: 1906–1921 / Gardiner, Robert and Randal Gray, eds. — Annapolis, MD: Naval Institute Press, 1984. — P. 291—325. — ISBN 0-87021-907-3.
- Burt, R. A. British Battleships of World War One. — Annapolis, MD: Naval Institute Press, 1986. — ISBN 0-87021-863-8.
- Campbell, N. J. M. Germany // Conway's All the World's Fighting Ships: 1906–1921 / Gardiner, Robert and Randal Gray, eds. — Annapolis, MD: Naval Institute Press, 1984. — P. 134—189. — ISBN 0-87021-907-3.
- Encyclopædia Britannica. — 11. — Cambridge: Cambridge University Press, 1910–1911.
- English, A. J. Armed Forces of Latin America. — London: Jane's Publishing Inc., 1984. — ISBN 0-7106-0321-5.
- Gardiner, R. and Randal G., eds. Conway's All the World's Fighting Ships: 1906–1921. — Annapolis, MD: Naval Institute Press, 1984. — ISBN 0-87021-907-3.
- Grant, J. A. Rulers, Guns, and Money: The Global Arms Trade in the Age of Imperialism. — Cambridge, MA: Harvard University Press, 2007. — ISBN 0-674-02442-7.
- Hough, R. Dreadnought: A History of the Modern Battleship = First published in 1964 by Michael Joseph and Macmillan Publishing. — New York: Macmillan Publishing, 1975.
- Hough, R. The Big Battleship. — London: Michael Joseph, 1966.
- Love, J. L. The Revolt of the Whip. — Stanford, CA: Stanford University Press, 2012. — ISBN 0-8047-8109-5.
- Mach, A. V. Greece // Conway's All the World's Fighting Ships: 1906–1921 / Gardiner, Robert and Randal Gray, eds. — Annapolis, MD: Naval Institute Press, 1984. — P. 382—387. — ISBN 0-87021-907-3.
- Martin, P. A. Latin America and the War. — Gloucester, MA: Peter Smith, 1967.
- Martins Filho, J. R. A marinha brasileira na era dos encouraçados, 1895–1910. — Rio de Janeiro: Fundãçao Getúlio Vargas, 2010. — ISBN 8-5225-0803-8.
- Massie, R. K. Castles of Steel: Britain, Germany, and the Winning of the Great War at Sea. — New York: Random House, 2003. — ISBN 0-679-45671-6.
- Morgan, Z. R. The Revolt of the Lash, 1910 // In Naval Mutinies of the Twentieth Century: An International Perspective / Christopher M. Bell and Bruce A. Elleman. — Portland, Oregon: Frank Cass Publishers, 2003. — P. 32—53. — ISBN 0-7146-8468-6.
- Parkes, O. British Battleships. — Annapolis, MD: Naval Institute Press, 1990. — ISBN 1-55750-075-4.
- Preston, A. Great Britain // Conway's All the World's Fighting Ships: 1906–1921 / Gardiner, Robert and Randal Gray, eds. — Annapolis, MD: Naval Institute Press, 1984. — P. 1—104. — ISBN 0-87021-907-3.
- Scheina, R. L. Argentina // Conway's All the World's Fighting Ships: 1906–1921 / Gardiner, Robert and Randal Gray, eds. — Annapolis, MD: Naval Institute Press, 1984. — P. 400—403. — ISBN 0-87021-907-3.
- Scheina, R. L. Brazil // Conway's All the World's Fighting Ships: 1906–1921 / Gardiner, Robert and Randal Gray, eds. — Annapolis, MD: Naval Institute Press, 1984. — P. 403—407. — ISBN 0-87021-907-3.
- Scheina, R. L. Ecuador // Conway's All the World's Fighting Ships: 1906–1921 / Gardiner, Robert and Randal Gray, eds. — Annapolis, MD: Naval Institute Press, 1984. — P. 409—410. — ISBN 0-87021-907-3.
- Scheina, R. L. Latin America: A Naval History, 1810–1987. — Annapolis, MD: Naval Institute Press, 1987. — ISBN 0-87021-295-8.
- Scheina, R. L. Peru // Conway's All the World's Fighting Ships: 1906–1921 / Gardiner, Robert and Randal Gray, eds. — Annapolis, MD: Naval Institute Press, 1984. — P. 414. — ISBN 0-87021-907-3.
- Scheina, R. L. Uruguay // Conway's All the World's Fighting Ships: 1906–1921 / Gardiner, Robert and Randal Gray, eds. — Annapolis, MD: Naval Institute Press, 1984. — P. 424—425. — ISBN 0-87021-907-3.
- Scheina, R. L. Venezuela // Conway's All the World's Fighting Ships: 1906–1921 / Gardiner, Robert and Randal Gray, eds. — Annapolis, MD: Naval Institute Press, 1984. — P. 425. — ISBN 0-87021-907-3.
- Sondhaus, L. Naval Warfare, 1815–1914. — London: Routledge, 2001. — ISBN 0-415-21477-7.
- Whitley, M. J. Battleships of World War Two: An International Encyclopedia. — Annapolis, MD: Naval Institute Press, 1998. — ISBN 1-55750-184-X.

### Статьи
- Brazil // Journal of the American Society of Naval Engineers. — 1909. — № 3. — С. 833—836. — ISSN 0099-7056.
- British-Brazilian Warships // Navy (Washington). — 1908. — № 1. — С. 11—12.
- de Almeida, F. E. A. Resenha: A marinha brasileira na era dos encouraçados, 1895-1910 // Revista da Escola de Guerra Naval. — 2010. — № 15. — С. 163—164. — ISSN 1809-3191.
- Garrett, J. L. The Beagle Channel Dispute: Confrontation and Negotiation in the Southern Cone // Journal of Interamerican Studies and World Affairs 27. — 1985. — № 3. — ISSN 0022-1937.
- Gill, C. C. Professional Notes // Proceedings. — 1914. — № 1. — С. 186—272. — ISSN 0041-798X.
- Gill, C. C. Professional Notes // Proceedings. — 1914. — № 3. — С. 835—947. — ISSN 0041-798X.
- Haag, C. O Almirante Negro e seu Encouraçado Prateado // Pesquisa FAPESP. — 2009. — № 12. — С. 84—89.
- Heinsfeld, A. Falsificando telegramas: Estanislau Severo Zeballos e as relações Brasil-Argentina no início século XX // Vestígios do passado: a história e suas fontes.
- Hislam, P. A. A Century of Dreadnoughts // Scientific American. — № 9. — С. 146—147. — ISSN 0036-8733.
- Kaldis, W. P. Background for Conflict: Greece, Turkey, and the Aegean Islands, 1912–1914 // Journal of Modern History. — 1979. — № 2. — ISSN 0022-2801.
- Lambuth, D. The Naval Comedy and Peace Policies in Brazil // Independent. — 1910.
- Livermore, S. W. Battleship Diplomacy in South America: 1905–1925 // Journal of Modern History 16. — 1944. — № 1. — С. 31—48. — ISSN 0022-2801.
- Livermore, S. W. The American Navy as a Factor in World Politics, 1903–1913 // American Historical Review. — 1958. — № 4. — ISSN 1937-5239.
- Martins Filho, J. R. Colossos do mares // Revista de História da Biblioteca Nacional. — 2007. — № 27. — С. 74—77. — ISSN 1808-4001.
- Mead, E. D. Reaction in South America // Advocate of Peace. — 1908. — № 10. — С. 238—241.
- Montenegro, Guillermo J. An Argentinian Naval Buildup in the Disarmament Era: The Naval Procurement Act of 1926 // Universidad del Centro de Estudios Macroeconómicos de Argentina.
- Mystery of the Brazilian 'Dreadnoughts // Literary Digest. — 1908. — № 4. — С. 102—103.
- Robinson, W. L. The Brazilian Navy in the World War // Proceedings. — 1936. — № 12. — С. 1712—1720. — ISSN 0041-798X.
- Sater, W. F. Review of Latin America: A Naval History, 1810–1987 // Hispanic American Historical Review. — 1988. — № 3. — ISSN 0018-2168.
- Sater, W. F. The Abortive Kronstadt: The Chilean Naval Mutiny of 1931 // Hispanic American Historical Review. — 1980. — № 2. — С. 239—268.
- Somervell, P. Naval Affairs in Chilean Politics, 1910–1932 // Journal of Latin American Studies. — 1984. — № 2. — С. 381—402. — ISSN 1469-767X.
- Sturton, I. Re: The Riachuelo // Warship International. — 1970. — № 3. — С. 205. — ISSN 0043-0374.
- The Brazilian Battleship Minas Geraes // Journal of the United States Artillery. — 1910. — № 2. — С. 179—188. — ISSN 0097-3785.
- The Brazilian Battleship Minas Geraes // Scientific American. — 1910. — № 12. — С. 240—241. — ISSN 0036-8733.
- The Brazilian Dreadnoughts // International Marine Engineering. — 1908. — № 8. — С. 362—363. — ISSN 0272-2879.
- The Brazilian 'Dreadnoughts // Navy (Washington). — 1908. — № 6. — С. 13—14.
- The Chilean Dreadnought Almirate Latorre // Journal of the American Society of Naval Engineers. — 1914. — № 1. — С. 317—318. — ISSN 0099-7056.
- The Mystery of the Great Brazilian Dreadnoughts // World's Work. — 1909. — № 1.
- Topliss, D. The Brazilian Dreadnoughts, 1904–1914 // Warship International 25. — 1988. — № 3. — С. 240—289. — ISSN 0043-0374.
- The Reported Purchase of Battleships // Navy (Washington). — 1908. — № 8.
- Vanterpool, A. The Riachuelo // Warship International. — 1969. — № 2. — С. 140—141. — ISSN 0043-0374.
- Waddell, D. A. G. Review of Latin America: A Naval History, 1810–1987 // Journal of Latin American Studies. — 1988. — № 2. — ISSN 0022-216X.